# Lokanātha
Lokanātha (in paliano: 𑀮𑁄𑀓𑀦𑀸𑀣; nome secolare: Salvatore Cioffi; Cervinara, 1897 – Maymyo, 25 maggio 1966) è stato un monaco buddhista italiano naturalizzato statunitense.

## Biografia

### La vita in Occidente
Assieme ai genitori e ai sei fratelli (uno dei quali poi divenne gesuita) emigrò nel 1900 negli Stati Uniti andando a risiedere a Brooklyn. Nel 1922 ottenne il baccalaureato in scienze alla Università di New York. Proseguì le ricerche in biologia al Cooper Institute e alla Università Rockefeller. Fu analista chimico alla Procter & Gamble.

In questo periodo si situa la sua lettura del Dhammapada da cui nacque la sua conversione al buddhismo che ne avrebbe determinato tutta la vita seguente.

### La vita in Oriente
Nel 1925 si trasferì in India e quindi nello Sri Lanka ed infine in Birmania dove fu ordinato monaco col nome di Lokanātha e cominciò un periodo di vita di sette anni dedicato all'ascesi, all'elemosina e al romitaggio, che lo condusse sulla catena Himalayana a nord della Birmania.
Nel 1928, già vegetariano, assunse l'impegno di non sdraiarsi mai più, e di dormire in posizione di meditazione seduta, abitudine che mantenne per tutta la vita.
Negli anni trenta strinse rapporti con il sangha di Thailandia e Sri Lanka, organizzò gruppi di pellegrinaggio in India a Bodh Gaya. Fu amico del monaco birmano U Wisara che organizzò il movimento nonviolento antibritannico e morì in carcere dopo 166 giorni di sciopero della fame. Fu in relazione anche con il dalit Bhimrao Ramji Ambedkar, che in seguito divenne uno dei padri costituzionali dell'India indipendente e negli anni '50 si convertì al buddhismo e fu fondatore del Movimento Buddhista Dalit.

### La seconda guerra mondiale
Il 10 giugno 1940, con la dichiarazione di guerra dell'Italia alla Gran Bretagna Lokanātha, in quanto italiano e per le sue relazioni con gli indipendentisti indiani e birmani, fu internato in un campo di concentramento britannico. Nel gennaio 1942 il Giappone invase la Birmania e Lokanātha fu trasferito in un altro campo di concentramento a Patna nel Bihar.

### La fama
Finita la guerra e con l'indipendenza della Birmania Lokanātha si fece conoscere in tutti i paesi di tradizione Theravāda per la sua intensa attività di raccoglitore di fondi per le attività missionarie, per l'organizzazione di monaci itineranti e per la pubblicazione di celebri testi in birmano (Avvolgere il mondo con la verità, 1947, e La verità nella luce). Nel maggio 1950 fu delegato al primo congresso del World Fellowship of Buddhists in cui fu accettata la bandiera buddhista dai gruppi buddhisti di 27 paesi. Fu quindi inviato del sangha birmano a New York, Singapore, Shanghai e in Europa (Parigi, Londra, Roma, dove non fu ricevuto dal papa Pio XII).

Con i fondi che riuscì a raccogliere nel 1954 fu edificato a Rangoon lo stupa di Kaba Aye (Pagoda della Pace Mondiale) e la Maha Pasana Guha, replica della caverna di Rajgir dove si tenne il primo concilio buddhista, oltre a una nuova edizione del Tipiṭaka. Queste attività furono preparatorie allo svolgimento del Sesto Concilio Buddhista che si tenne a Rangoon dal giorno di Vesak del 1954 al Vesak 1956, nell'anno 2500 secondo il calendario buddhista.
Nel 1966 a Maymyo si accorse di avere un tumore al cervello, rifiutò le cure e morì il 25 maggio. I suoi resti furono portati in processione di Stato fino al monastero della celebre pagoda Shwezigon presso cui furono inumati.
I parenti cattolici italiani in seguito tenteranno, vanamente, di ottenere dalla Birmania i fondi raccolti da Lokanātha dai fedeli buddhisti.